# Jan Lammers
Johannes Anthonius „Jan“ Lammers (* 2. Juni 1956 in Zandvoort) ist ein ehemaliger niederländischer Autorennfahrer und Teambesitzer. Er bestritt 23 Formel-1-Rennen, war Sieger der 24 Stunden von Le Mans und des 24-Stunden-Rennens von Daytona sowie Besitzer des A1 Teams der Niederlande.

## Karriere
Nachdem Lammers 1978 die Meisterschaft der europäischen Formel-3-Serie für sich entschieden hatte, gelang ihm im folgenden Jahr der Einstieg in die Formel 1 im britischen Team Shadow. Nach einer mäßigen Saison im unterlegenen Shadow DN9 ohne Meisterschaftspunkte bestritt Lammers die Saisons 1980 und 1981 für das deutsche Team ATS. Jedoch war auch dieses Team nicht konkurrenzfähig und Lammers konnte sich meist nicht für das Rennen qualifizieren und keine Zielankunft in den Punkterängen verzeichnen. 1982 war Lammers schließlich für sechs Grands Prix im Team Theodore aus Hong Kong gemeldet, es gelang ihm aber nur eine Qualifikation für das Rennen, das er allerdings wegen eines Motorproblems nicht beenden konnte.

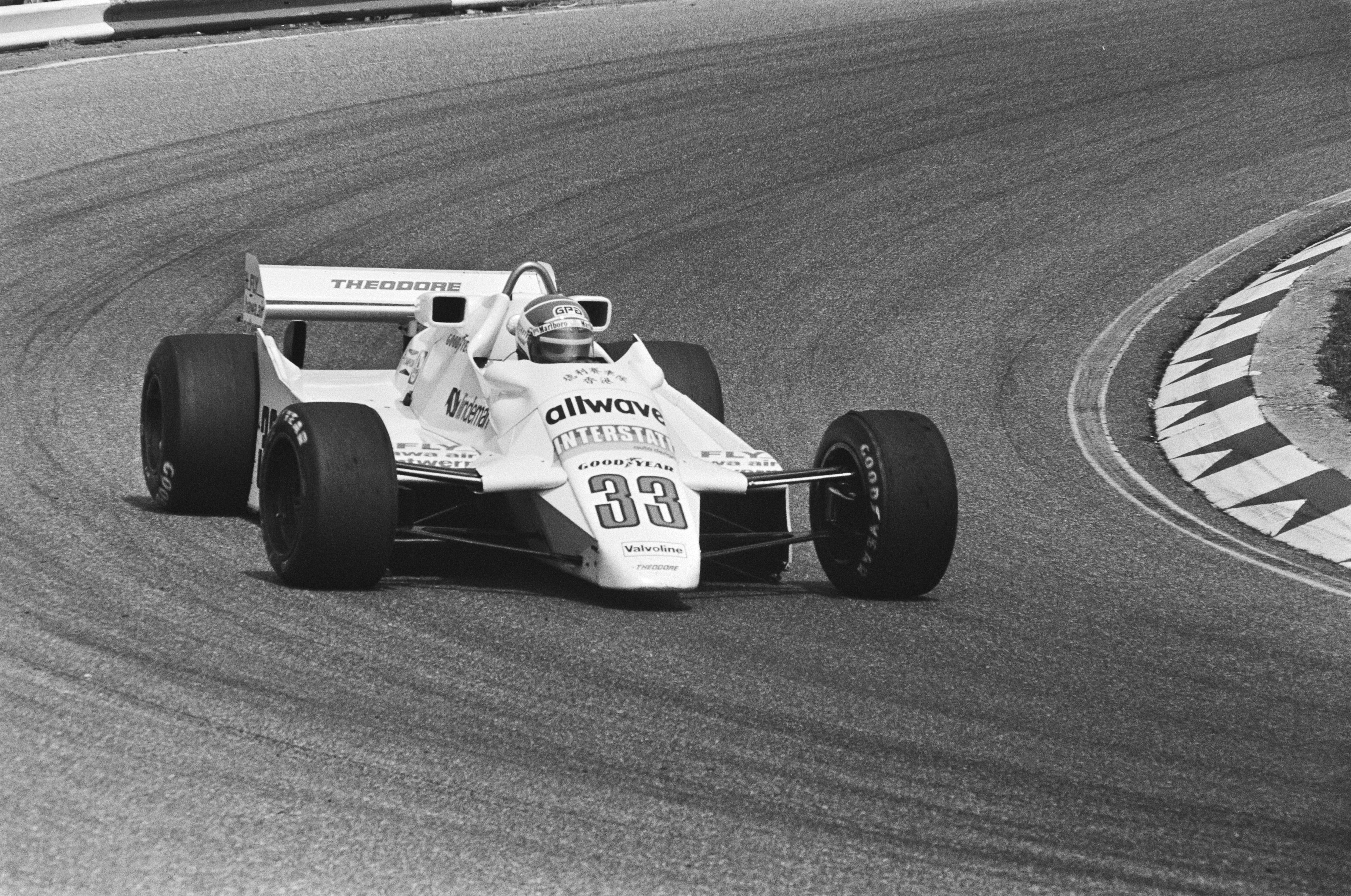
Jan Lammers im Theodore TY02 beim Großen Preis der Niederlande 1982

Nach diesen enttäuschenden vier Jahren in der Formel 1 wechselte Lammers in die US-amerikanische Champ-Car-Serie und kurze Zeit später in die Sportwagenszene.
Höhepunkt seiner Motorsport-Karriere war der Sieg bei den 24 Stunden von Le Mans gemeinsam mit Andy Wallace und Johnny Dumfries im Jahr 1988. Lammers saß insgesamt 13 der 24 Stunden am Steuer des Jaguar XJR-9 LM.
1990 siegte Lammers gemeinsam mit Davy Jones und Andy Wallace bei den 24 Stunden von Daytona in einem Jaguar XJR-12.
In der Saison 1992 gelang Lammers überraschenderweise ein Comeback in der Formel 1 beim britischen Rennstall March. Dort ersetzte er den Österreicher Karl Wendlinger für die letzten beiden Saisonrennen. Damit stellte der Niederländer mit 10 Jahren, 3 Monaten und 22 Tagen auch einen Rekord für die längste zeitliche Distanz zwischen zwei aufeinanderfolgenden Rennstarts in der Königsklasse auf.
Lammers hatte bereits einen Vertrag für die kommende Saison 1993 bei March. Da das Team jedoch zahlungsunfähig wurde, konnte er die Saison nicht bestreiten, was seine Formel-1-Karriere endgültig beendete. Er fuhr daraufhin 1993 stattdessen einige Rennen in der Formel 3000, allerdings war sein Team Il Barone Rampante ebenfalls schwach finanziert, sodass es nach der ersten Saisonhälfte den Betrieb einstellte.
1994 nahm Lammers in einem Volvo 850 an der Britischen Tourenwagenmeisterschaft teil, die er auf dem 14. Rang in der Gesamtwertung beendete.
1999 gründete Lammers seinen eigenen Rennstall Racing for Holland, in dem er in der FIA-Sportwagen-Meisterschaft an den Start ging. Seit 2005 ist er zusätzlich Besitzer des A1 Teams der Niederlande.
Lammers nahm auch an allen drei Rennen der Grand Prix Masters teil, wobei sein bestes Ergebnis der siebte Rang auf dem Losail International Circuit in Katar war.
2017 trat Lammers mit seinem eigenen Rennstall Racing for Holland und als Fahrer erneut bei den 24 Stunden von Le Mans an. Seine Teamkollegen waren Frits van Eerd sowie der ehemalige Formel-1-Vizeweltmeister Rubens Barrichello. Sie beendeten das Rennen auf dem 14. Rang des Gesamtklassements.

## Statistik

### Ergebnisse in der Formel-1-Weltmeisterschaft

#### Einzelergebnisse
| Saison | 1   | 2   | 3   | 4   | 5   | 6   | 7   | 8   | 9   | 10  | 11  | 12  | 13  | 14  | 15 | 16 |
| ------ | --- | --- | --- | --- | --- | --- | --- | --- | --- | --- | --- | --- | --- | --- | -- | -- |
| 1979   |     |     |     |     |     |     |     |     |     |     |     |     |     |     |    |    |
| DNF    | 14  | DNF | DNF | 12  | 10  | DNQ | 18  | 11  | 10  | DNF | DNF | DNQ | 9   | DNQ |    |    |
| 1980   |     |     |     |     |     |     |     |     |     |     |     |     |     |     |    |    |
| DNQ    | DNQ | DNQ | DNF | 12* | NC  | DNQ | DNQ | 14  | DNQ | DNQ | DNQ | 12  | DNF |     |    |    |
| 1981   |     |     |     |     |     |     |     |     |     |     |     |     |     |     |    |    |
| DNF    | DNQ | 12  | DNQ |     |     |     |     |     |     |     |     |     |     |     |    |    |
| 1982   |     |     |     |     |     |     |     |     |     |     |     |     |     |     |    |    |
|        |     |     |     | DNQ | DNQ | DNQ |     | DNF | DNQ | DNQ |     |     |     |     |    |    |
| 1992   |     |     |     |     |     |     |     |     |     |     |     |     |     |     |    |    |
|        |     |     |     |     |     |     |     |     |     |     |     |     |     | DNF | 12 |    |

| Legende  | Legende            | Legende                                                          |
| Farbe    | Abkürzung          | Bedeutung                                                        |
| -------- | ------------------ | ---------------------------------------------------------------- |
| Gold     | –                  | Sieg                                                             |
| Silber   | –                  | 2. Platz                                                         |
| Bronze   | –                  | 3. Platz                                                         |
| Grün     | –                  | Platzierung in den Punkten                                       |
| Blau     | –                  | Klassifiziert außerhalb der Punkteränge                          |
| Violett  | DNF                | Rennen nicht beendet (did not finish)                            |
| Violett  | NC                 | nicht klassifiziert (not classified)                             |
| Rot      | DNQ                | nicht qualifiziert (did not qualify)                             |
| Rot      | DNPQ               | in Vorqualifikation gescheitert (did not pre-qualify)            |
| Schwarz  | DSQ                | disqualifiziert (disqualified)                                   |
| Weiß     | DNS                | nicht am Start (did not start)                                   |
| Weiß     | WD                 | zurückgezogen (withdrawn)                                        |
| Hellblau | PO                 | nur am Training teilgenommen (practiced only)                    |
| Hellblau | TD                 | Freitags-Testfahrer (test driver)                                |
| ohne     | DNP                | nicht am Training teilgenommen (did not practice)                |
| ohne     | INJ                | verletzt oder krank (injured)                                    |
| ohne     | EX                 | ausgeschlossen (excluded)                                        |
| ohne     | DNA                | nicht erschienen (did not arrive)                                |
| ohne     | C                  | Rennen abgesagt (cancelled)                                      |
| ohne     | keine WM-Teilnahme |                                                                  |
| sonstige | P/fett             | Pole-Position                                                    |
| sonstige | 1/2/3/4/5/6/7/8    | Punktplatzierung im Sprint-/Qualifikationsrennen                 |
| sonstige | SR/kursiv          | Schnellste Rennrunde                                             |
| sonstige | *                  | nicht im Ziel, aufgrund der zurückgelegten Distanz aber gewertet |
| sonstige | ()                 | Streichresultate                                                 |
| sonstige | unterstrichen      | Führender in der Gesamtwertung                                   |

### Le-Mans-Ergebnisse
| Jahr | Team                        | Fahrzeug        | Teamkollege        | Teamkollege           | Platzierung | Ausfallgrund  |
| ---- | --------------------------- | --------------- | ------------------ | --------------------- | ----------- | ------------- |
| 1983 | Canon Racing                | Porsche 956     | Jonathan Palmer    | Richard Lloyd         | Rang 8      |               |
| 1984 | GTi Engineering             | Porsche 956     | Jonathan Palmer    |                       | Ausfall     | Radlager      |
| 1987 | Silk Cut Jaguar             | Jaguar XJR8-LM  | Eddie Cheever      | Raul Boesel           | Rang 5      |               |
| 1988 | Silk Cut Jaguar             | Jaguar XJR9-LM  | Johnny Dumfries    | Andy Wallace          | Gesamtsieg  |               |
| 1989 | Silk Cut Jaguar             | Jaguar XJR9-LM  | Patrick Tambay     | Andrew Gilbert-Scott  | Rang 4      |               |
| 1990 | Silk Cut Jaguar             | Jaguar XJR12    | Franz Konrad       | Andy Wallace          | Rang 2      |               |
| 1992 | Toyota Team Tom’s           | Toyota TS010    | Teo Fabi           | Andy Wallace          | Rang 8      |               |
| 1993 | Toyota Team Tom’s           | Toyota TS010    | Geoff Lees         | Juan Manuel Fangio II | Rang 8      |               |
| 1996 | Courage Compétition         | Courage C36     | Mario Andretti     | Derek Warwick         | Rang 13     |               |
| 1997 | GT1 Lotus Racing            | Lotus Elise GT1 | Mike Hezemans      | Alexander Grau        | Ausfall     | Ölpumpe       |
| 1998 | Nissan Motorsports          | Nissan R390 GT1 | Érik Comas         | Andrea Montermini     | Rang 6      |               |
| 1999 | Talkline Racing for Holland | Lola B98/10     | Peter Kox          | Tom Coronel           | Ausfall     | Motorschaden  |
| 2000 | Racing for Holland          | Lola B2K/10     | Peter Kox          | Tom Coronel           | Ausfall     | Reifenschaden |
| 2001 | Racing for Holland          | Dome S101       | Donny Crevels      | Val Hillebrand        | Ausfall     | Batterie      |
| 2002 | Racing for Holland b.v.     | Dome S101       | Val Hillebrand     | Tom Coronel           | Rang 8      |               |
| 2003 | Racing for Holland          | Dome S101       | John Bosch         | Andy Wallace          | Rang 6      |               |
| 2004 | Racing for Holland          | Dome S101       | Chris Dyson        | Katsutomo Kaneishi    | Rang 7      |               |
| 2005 | Racing for Holland          | Dome S101       | John Bosch         | Elton Julian          | Rang 7      |               |
| 2006 | Racing for Holland          | Dome S101Hb     | Stefan Johansson   | Alex Yoong            | Ausfall     | Unfall        |
| 2007 | Racing for Holland          | Dome S101B      | Jeroen Bleekemolen | David Hart            | Rang 25     |               |
| 2008 | Charouz Racing System       | Lola B07/17     | Klaus Graf         | Greg Pickett          | Ausfall     | Motorschaden  |
| 2011 | Hope Racing                 | ORECA 01        | Steve Zacchia      | Casper Elgaard        | Ausfall     | Motorschaden  |
| 2017 | Racing Team Nederland       | Dallara LMP2    | Frits van Eerd     | Rubens Barrichello    | Rang 13     |               |
| 2018 | Racing Team Nederland       | Dallara P217    | Frits van Eerd     | Giedo van der Garde   | Rang 11     |               |

### Sebring-Ergebnisse
| Jahr | Team                   | Fahrzeug          | Teamkollege      | Teamkollege        | Platzierung | Ausfallgrund     |
| ---- | ---------------------- | ----------------- | ---------------- | ------------------ | ----------- | ---------------- |
| 1988 | Castrol Jaguar Racing  | Jaguar XJR-9D     | Davy Jones       | Danny Sullivan     | Rang 7      |                  |
| 1989 | Castrol Jaguar Racing  | Jaguar XJR-9D     | Davy Jones       |                    | Rang 14     |                  |
| 1990 | Castrol Jaguar Racing  | Jaguar XJR-12D    | Davy Jones       | Andy Wallace       | Rang 3      |                  |
| 1995 | Auto Toy Store         | Spice SE90        | Derek Bell       | Andy Wallace       | Rang 2      |                  |
| 1999 | Konrad Motorsport      | Lola B98/10       | Franz Konrad     | Tim Hubman         | Ausfall     | Aufhängung       |
| 2002 | Champion Racing        | Audi R8           | Stefan Johansson | Andy Wallace       | Rang 2      |                  |
| 2004 | Dyson Racing Team Inc. | MG-Lola EX257     | Chris Dyson      | Didier de Radiguès | Ausfall     | Kraftübertragung |
| 2008 | Horag Racing           | Porsche RS Spyder | Fredy Lienhard   | Didier Theys       | Rang 7      |                  |

### Einzelergebnisse in der Sportwagen-Weltmeisterschaft
| Saison | Team                       | Rennwagen                  | 1   | 2   | 3   | 4   | 5   | 6   | 7   | 8   | 9   | 10  | 11  | 12  | 13  | 14  | 15  | 16  | 17  |
| ------ | -------------------------- | -------------------------- | --- | --- | --- | --- | --- | --- | --- | --- | --- | --- | --- | --- | --- | --- | --- | --- | --- |
| 1979   | Zakspeed                   | Ford Capri                 | DAY | SEB | MUG | TAL | DIJ | RIV | SIL | NÜR | LEM | PER | DAY | WAT | SPA | BRH | ROA | VAL | ELS |
| 1979   | Zakspeed                   | Ford Capri                 |     |     |     |     | DNF |     |     |     |     |     |     |     |     |     |     |     |     |
| 1983   | Lloyd Racing               | Porsche 956                | MON | SIL | NÜR | LEM | SPA | FUJ | KYA |     |     |     |     |     |     |     |     |     |     |
| 1983   | Lloyd Racing               | Porsche 956                | 6   | 3   | 3   | 6   | 9   |     | 5   |     |     |     |     |     |     |     |     |     |     |
| 1984   | GTi Engineering            | Porsche 956                | MON | SIL | LEM | NÜR | BRH | MOS | SPA | IMO | FUJ | KYA | SAN |     |     |     |     |     |     |
| 1984   | GTi Engineering            | Porsche 956                | 5   | 5   | DNF | 4   | 1   |     | DNF | 2   | 9   |     | 3   |     |     |     |     |     |     |
| 1985   | GTi Engineering TWR Jaguar | Porsche 956 Jaguar XJR-6   | MUG | MON | SIL | LEM | HOK | MOS | SPA | BRH | FUJ | SEL |     |     |     |     |     |     |     |
| 1985   | GTi Engineering TWR Jaguar | Porsche 956 Jaguar XJR-6   |     | 5   | 5   |     |     |     |     | DNF |     | 2   |     |     |     |     |     |     |     |
| 1986   | Jaguar                     | Jaguar XJR-6               | MON | SIL | LEM | NÜN | BRH | JER | NÜR | SPA | FUJ |     |     |     |     |     |     |     |     |
| 1986   | Jaguar                     | Jaguar XJR-6               |     |     |     |     |     | 3   | DNF | 2   | 17  |     |     |     |     |     |     |     |     |
| 1987   | Jaguar                     | Jaguar XJR-8               | JAR | JER | MON | SIL | LEM | NÜN | BRH | NÜR | SPA | FUJ |     |     |     |     |     |     |     |
| 1987   | Jaguar                     | Jaguar XJR-8               | 1   | DNF | 1   | 2   | 5   | DNF | 3   | DNF | 2   | 1   |     |     |     |     |     |     |     |
| 1988   | Jaguar                     | Jaguar XJR-9               | JER | JAR | MON | SIL | LEM | BRÜ | BRH | NÜR | SPA | FUJ | SAN |     |     |     |     |     |     |
| 1988   | Jaguar                     | Jaguar XJR-9               | DNF | DNF | DNF | DNF | 1   | 3   | DNF | 8   | 2   | DNF | 4   |     |     |     |     |     |     |
| 1989   | Jaguar                     | Jaguar XJR-9 Jaguar XJR-11 | SUZ | DIJ | JAR | BRH | NÜR | DON | SPA | MEX |     |     |     |     |     |     |     |     |     |
| 1989   | Jaguar                     | Jaguar XJR-9 Jaguar XJR-11 | DNF | DNF | 2   | 5   | 10  | DNF | DNF | 6   |     |     |     |     |     |     |     |     |     |
| 1990   | Jaguar                     | Jaguar XJR-11              | SUZ | MON | SIL | SPA | DIJ | NÜR | DON | MOT | MEX |     |     |     |     |     |     |     |     |
| 1990   | Jaguar                     | Jaguar XJR-11              | DNF | 4   | 2   | 2   | 4   | 4   | DNF | DNF | DNF |     |     |     |     |     |     |     |     |
| 1992   | Toyota Team Tom’s          | Toyota TS010               | MON | SIL | LEM | DON | SUZ | MAG |     |     |     |     |     |     |     |     |     |     |     |
| 1992   | Toyota Team Tom’s          | Toyota TS010               | DNF | DNF | 8   | DNF | 2   | 3   |     |     |     |     |     |     |     |     |     |     |     |